# Erithyma
Erithyma is een geslacht van vlinders van de familie sikkelmotten (Oecophoridae), uit de onderfamilie Depressariinae.

## Soorten
- E. cyanoplecta Meyrick, 1914
- E. trabeella (Felder & Rogenhofer, 1875)